# Flenshaak
Een flenshaak is een stuk gereedschap om de haaksheid van een flens op een buis te controleren. Hij wordt bovendien toegepast bij het centreren van assen en schijven.
De flenshaak is evenals een winkelhaak geheel plat en heeft net als deze een hoek van 90°. De vorm is echter dusdanig dat hij bij gebruik over de te controleren flens of schijf heen valt.
Een flenshaak wordt onder andere gebruikt bij het aanbrengen van een lasflens op een pijpeinde. De flens wordt hierbij vóór het lassen vastgezet met een hechtlas. Daarna wordt de verbinding op haaksheid gecontroleerd met de flenshaak. De flens kan indien nodig met behulp van een hamer worden nagesteld. Vervolgens wordt de verbinding geheel gelast.